# Southbridge (informatique)
Pour les articles homonymes, voir Southbridge.

une organisation typique northbridge + southbridge

Le southbridge était sur les anciens PC l’une des deux puces du chipset d’une carte mère dont l’autre puce est le northbridge.
Le southbridge implémente généralement les capacités plus lentes de la carte mère dans une architecture informatique de chipset northbridge-southbridge. Dans les systèmes équipés de chipsets Intel, le southbridge a été nommé I/O Controller Hub (ICH) et remplacé plus tard par des chipsets Platform Controller Hub (PCH). Dans les anciennes architectures Intel/AMD, le southbridge est généralement lié au northbridge, qui à son tour se connecte au CPU par le FSB. Vers 2004 et au-delà, les architectures Intel ont commencé à lier le southbridge directement au processeur (par exemple via le bus DMI). Grâce à l’utilisation de circuits de canaux intégrés au contrôleur, le northbridge (ou le processeur lui-même) peut relier directement les signaux des unités d’E/S au processeur pour le contrôle et l’accès aux données.
En 2024, la plupart des ordinateurs personnels basés sur des architectures Intel ou AMD n’utilisent plus un ensemble de deux puces, mais une seule puce faisant office de « chipset », par exemple le chipset Z790 d’Intel et le CPU.

## Description
Un southbridge particulier peut fonctionner avec différents northbridges, mais ces deux puces doivent être conçues pour travailler ensemble ; il n’y a aucune norme pour l’interopérabilité entre différents concepteurs de chipsets.
La puce southbridge définit et commande le fonctionnement de tous les bus et dispositifs plus lents que ceux pris en charge par le northbridge. Ceci inclut presque toujours le bus PCI, l’interface PS/2 pour le clavier et la souris, le port série, le port parallèle et le contrôleur de disquette. Certaines de ces fonctions sont souvent prises en charge par un contrôleur secondaire d’I/O et, dans ce cas, le southbridge fournit une interface à ce contrôleur.
Le southbridge supporte généralement l’interface Parallel ATA, norme très répandue entre la fin des années 1980 et la deuxième moitié des années 2000, remplacé par le Serial ATA.
Le southbridge supervise l'interface Ethernet, USB et firewire.
Quelques southbridges implémentent des dispositifs additionnels tels qu’un contrôleur RAID ou un codec audio (carte son) intégré.